# TuS Berschweiler
Der TuS Berschweiler 1914 e. V. ist ein deutscher Sportverein mit Sitz im rheinland-pfälzischen Berschweiler bei Baumholder im Landkreis Birkenfeld. Überregionale Bekanntheit erlangte die Frauenfußball-Mannschaft mit ihrem Aufstieg in die zu dieser Zeit zweitklassige Regionalliga-Südwest in der Saison 2000/01.

## Geschichte der Fußball-Abteilung
Der Verein wurde im Jahr 1914 gegründet.

### Frauen-Mannschaft
Die erste Frauen-Mannschaft schaffte in der Saison 2000/01 die Teilnahme den Aufstieg in die Regionalliga-Südwest, stieg von dort am Ende der Spielzeit jedoch wieder direkt mit sieben Punkten über den letzten Platz ab. Irgendwann danach bis zur Saison 2002/03 wurde die Mannschaft auch aufgelöst oder verließ den Verein.

### Herren-Mannschaft
Die Herrenmannschaft spielt auf Kreisebene, zeitweise bestand mit dem benachbarten FC Westrich Mettweiler eine Spielgemeinschaft und man trat unter dem Namen SG Unnertal an.